# 约克市战争纪念碑
约克市战争纪念碑（英語：York City War Memorial）坐落在北英格兰约克市，是埃德温·鲁琴斯爵士设计的第一次世界大战纪念建筑，旨在纪念第一次世界大战期间为国捐躯的约克市将士。约克市在1919年首度提议为烈士修筑纪念建筑，起初各方无法对建筑功能达成一致，后在1920年1月的公开会议上决定采用不具备其他功能的纯纪念建筑。英国东北铁路聘请鲁琴斯为该司在战场上牺牲的雇员设计纪念碑并投入两万英镑巨资，约克市工程师估计修筑成本后，该市战争纪念委员会也决定委聘鲁琴斯设计。两座纪念碑都位于约克市，因此引发争议。根据计划，两个纪念碑相距仅90米而且都靠近该市古城墙，同时市纪念碑预算仅有东北铁路的一成，两相对照产生的不良效果引起社区忧虑。公众的持续反对迫使委员会将纪念碑位置移到古城墙外不远处的里曼路，鲁琴斯把原有设计改成战争十字碑和世界大战纪念石，委员会因资金不足取消纪念石，只采用十字碑。
1925年6月25日，约克公爵阿尔伯特王子（后成为乔治六世国王）为纪念碑揭幕，此时距纪念基金设立已过去六年之久。十字碑高十米，下方的基座由四个矩形石块组成，其下还有方形平台和台阶。纪念碑坐落在纪念园内，入口是鲁琴斯用剩余资金设计。约克市战争纪念碑属II*级登录建筑，于2015年列入鲁琴斯战争纪念建筑“国家收藏”。此外，纪念园入口处的石柱和大门均入选II级登录建筑。

## 背景

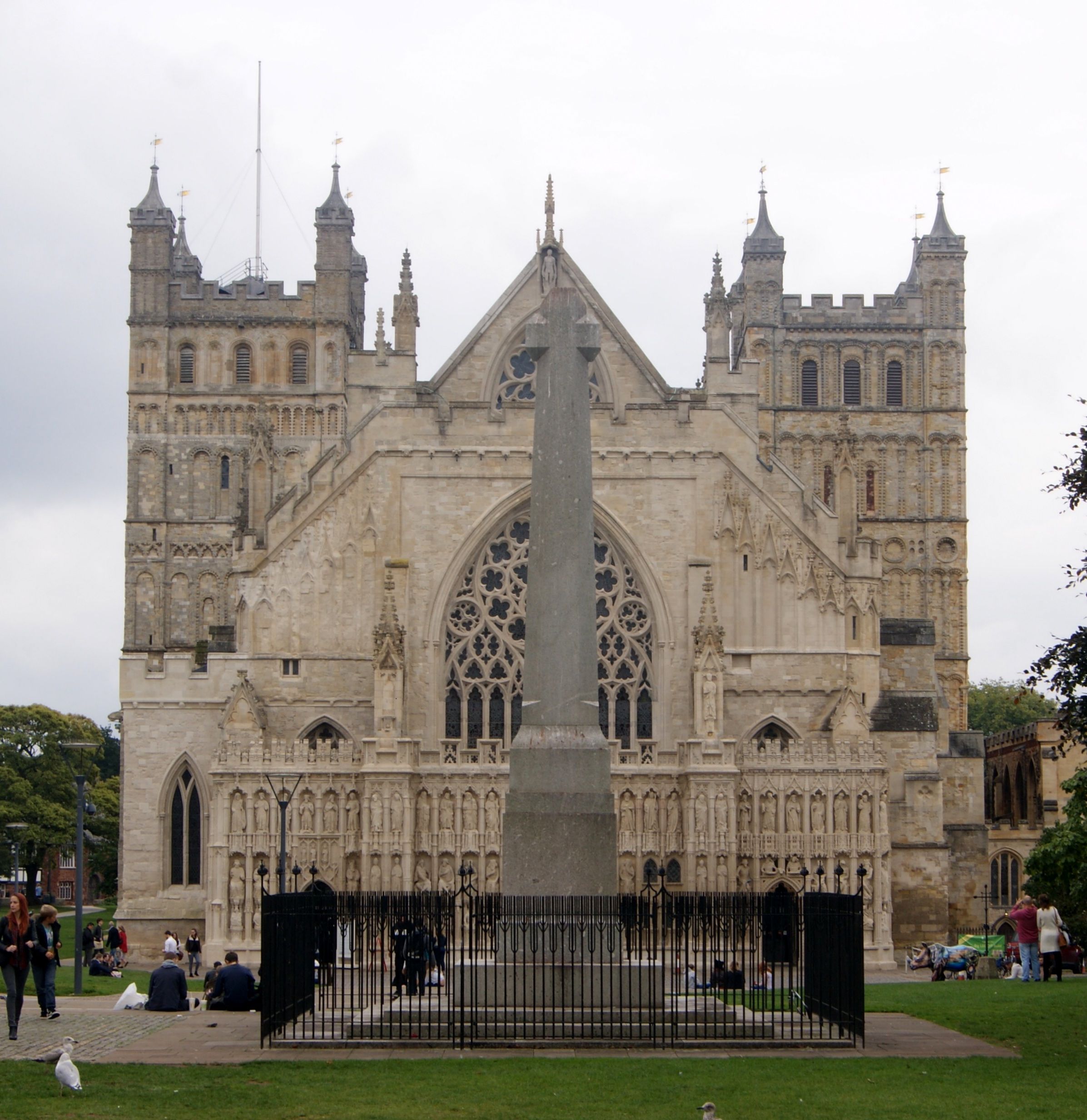
坐落在埃克塞特座堂外的德文郡战争纪念碑同样由鲁琴斯设计，1921年揭幕，是他除约克市战争纪念碑外唯一为城市设计的十字碑

第一次世界大战结束后，英国各地涌现成千上万的战争纪念建筑，这些纪念物的设计者以建筑师埃德温·鲁琴斯爵士最富盛名，英格兰历史建筑暨遗迹委员会称赞他是“所在世代具有领导地位的英国建筑师”。他的作品包括：位于伦敦白厅的第一次世界大战阵亡将士纪念碑是英国休战纪念星期日活动焦点，位于法国蒂耶普瓦勒的蒂耶普瓦勒纪念碑是世界上最大的英国战争纪念建筑，还有英联邦国殇纪念坟场管理委员会所有大型墓地的世界大战纪念石（Stone of Remembrance）。1920至1925年间，鲁琴斯共设计15个类似的战争十字碑，约克市战争纪念碑是最后一个。这些十字碑绝大多数是为小村庄聘请鲁琴斯设计，只有埃克塞特的德文郡战争纪念碑是由城市方委托，属城市公民纪念碑。
约克市战争纪念建筑的提案从一开始就卷入争议。虽然该市战争纪念委员会早在1919年5月成立，并在八月开设纪念基金接受各界捐款，但纪念碑直到六年后才揭幕。第一个争议点与英国许多战争纪念建筑面临的问题相同，即纪念物是否应该在装饰、纪念的基础上附带其他功能。委员会考虑的提议很多，有些源自市民提议，有些是委员会内部构想，如新市政厅、疗养院，在烏茲河上新建桥梁，以及战争寡妇之家、妇产医院和教育机构等。1920年1月14日，约克市召集公开会议，各方达成共识采用纯纪念建筑，不考虑其他实用功能。
战争纪念委员会要求约克市工程师设计带有拱门和衣冠冢的纪念园，设计方案估计耗资约七千英镑，委员会决定聘请鲁琴斯负责项目。鲁琴斯前不久刚刚接受东北铁路公司委聘，为该司在战争期间为国捐躯的雇员设计纪念碑。

## 构想

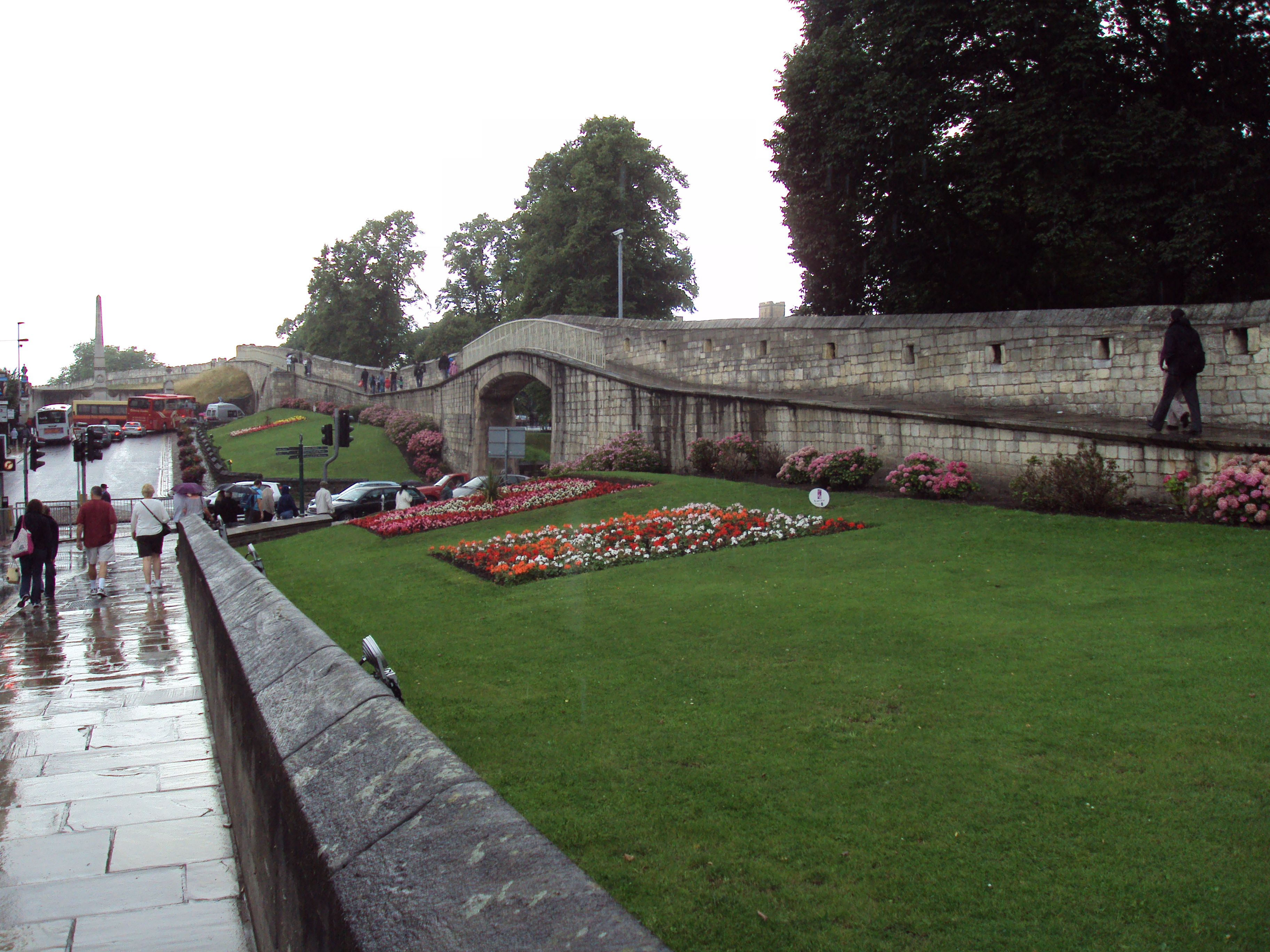
约克市战争纪念碑原计划靠近伦达尔桥附近的约克城墙，背景远处可见东北铁路战争纪念碑

委员会向建筑师提供两千英镑预算。鲁琴斯于1920年8月12日抵达约克，在市长和市工程师陪同下检视九处可修建纪念建筑的地点。他觉得约克城墙外不远处曾用于埋葬霍乱病人遗体的墓地最合适，但委员会决定采用鲁琴斯的第二选择，城墙内靠近伦达尔桥（Lendal Bridge）的壕沟位置，距东北铁路纪念碑的计划位置仅有90米。根据委员会要求，鲁琴斯在11周后递交正式提案，设计方案包括世界大战纪念石，下方是三级浅台阶和大型平台，建筑整体高5.5米。设计中的世界大战纪念石首度成为敬奉目标，相比之下，鲁琴斯设计的其他世界大战纪念石都当作祭坛处理，但象征意义大于实际意义。此外，这也是他颇具雄心的战争纪念项目。同年6月24日，委员会表态支持方案，并在当地报纸公布征求公众意见，然后在11月25日的公开会议上正式批准。
批准后的方案仍然遭遇反对意见。约克考古学会（The York Archaeological Society）、约克郡建筑和约克考古学会（Yorkshire Architectural and York Archaeological Society）认为方案对当地已有建筑会有不利影响，特别是约克城墙，而且纪念建筑会阻隔从火车站进入约克市的行人视线。包括地方议员在内的部分市民认为，东北铁路公司的纪念建筑预算高达两万英镑，是市纪念物的十倍。根据鲁琴斯的设计，铁路公司纪念碑包含16米高的方尖碑和巨大的屏风墙，对比之下市纪念碑只会显得微不足道。两座纪念碑都很靠近古城墙，所以还需古迹委员会（如今的英格兰遗产委员会）同意。1922年7月8日，约克市战争纪念委员会和东北铁路各自派出代表，与古迹委员会总监查尔斯·里德·佩尔斯（Charles Reed Peers）在东北铁路公司办事处碰头，听取各方对两个方案的意见。佩尔斯批准市纪念碑方案，并指出方案中选择的地点不属19世纪中期与伦达尔桥一起修筑的古城墙防御工事，但东北铁路公司的设计需要修改。
古迹委员会批准后，公众依然反对方案，约克郡建筑和约克考古学会继续施压，并在1923年5月3日又一次召集公开会议，迫使战争纪念委员会改变主意。最终委员会把纪念碑地点移至1921年首度提议的里曼路（Leeman Road），位于约克城墙外。1923年8月8日，鲁琴斯派助手、建筑师阿尔伯特·托马斯（Albert J Thomas）检视各方终于达成一致的纪念碑新址。巧合的是，这块地原属东北铁路公司所有，董事会为维持企业和城市的良好关系决定将其捐给约克市。此外，东北铁路公司此时已合并成伦敦及东北铁路公司。鲁琴斯递交的新设计包含十字碑和世界大战纪念石，预计耗资近2500英镑，但委员会获得的公众捐款仅1100英镑，所以只能取消纪念石，仅采用十字碑，同时由内部人员负责制作，确保不会超支。

## 历史和设计

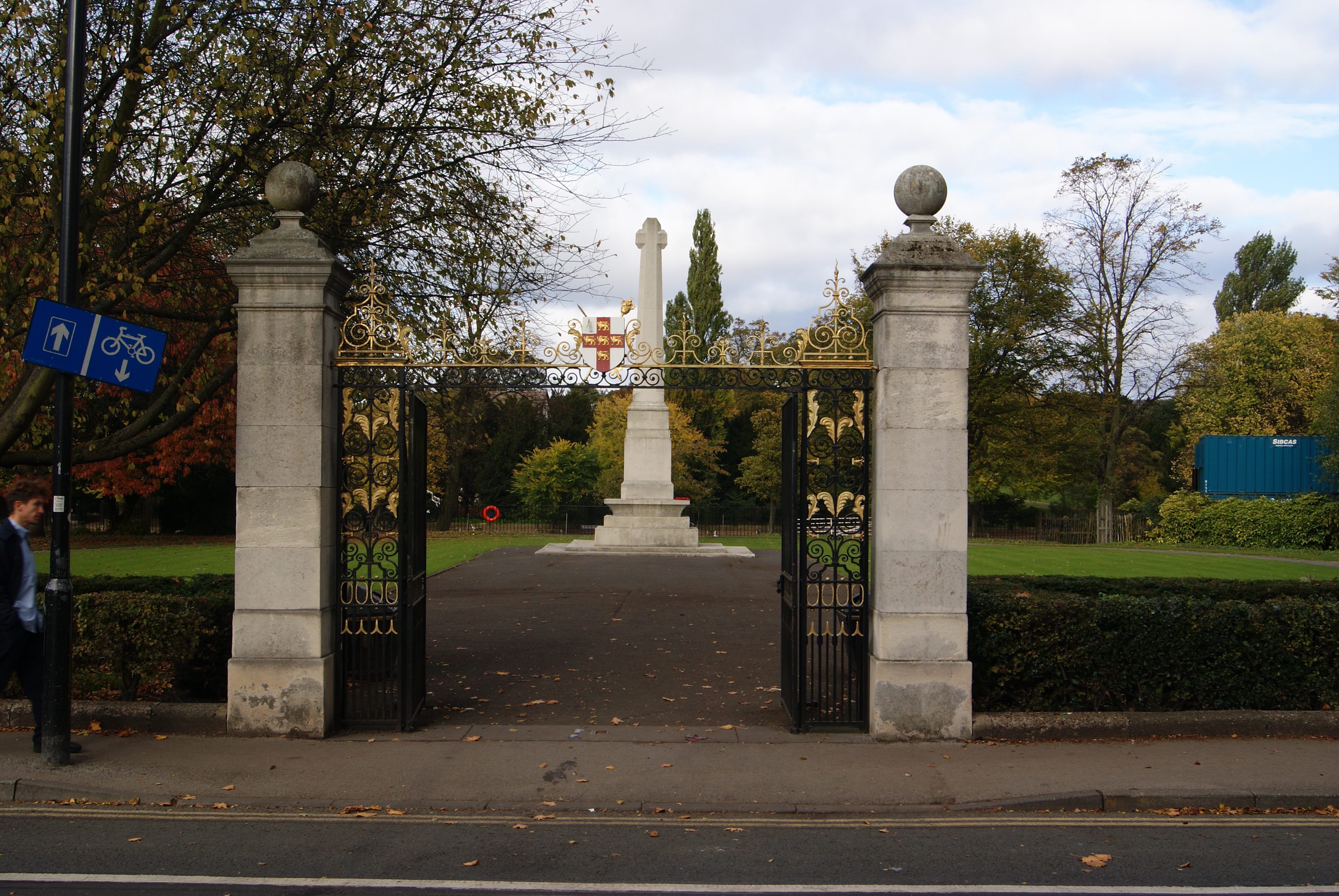
鲁琴斯用剩余资金设计的战争纪念园入口大门和石柱

东北铁路战争纪念碑落成一年后，约克市战争纪念碑在1925年6月25日举办的仪式上由阿尔伯特亲王、约克公爵（后成为乔治六世国王）揭幕，大批市民出席典礼，约克大主教科斯莫·戈登·兰（Cosmo Gordon Lang）现场祝福。约克公爵夫人当天还在约克座堂为五姐妹之窗（Five Sisters Window）揭幕，敬献一战期间牺牲的“帝国妇女”。
纪念碑采用波特兰石建造，高十米，十字碑呈下粗上细的菱形倒角结构，与两条同样倒角的短壁组成十字。十字下方的基座由四块从上往下逐渐加大的矩形石块组成，再下方是咬边效果的方形平台，平台下又有两级更大但也更矮的台阶。基座上最大的石块南面刻有纪念铭文（“致约克市民，1914至1918年，1939至1945年），北面刻有（“他们的英名永垂不朽”），其中1939至1945年为第二次世界大战起止年份，是后来添加。十字碑内部放有纪念品，包括瓶子、硬币和报纸。纪念碑位于乌兹河南岸的战争纪念园，俯瞰乌兹河与对岸的圣玛丽修道院遗址。
1926年4月，战争纪念委员会核账时发现筹集的资金在向鲁琴斯支付122英镑报酬并报销20英镑开支后还剩400英镑，于是又请鲁琴斯为纪念园入口设计大门和一对支撑石柱。高大的石柱呈矩形，使用石灰石建成，带有壁带和球形装饰头。大门为铁制，漆成黑色和金色，用铁板连接石柱，上方的门檐中间是约克盾徽（Coat of arms of York）。大门朝十字碑方向打开并与纪念碑对齐。为清盘资金，委员会还用余下的17英镑在纪念园添置三条木质长凳。
1970年9月10日，约克市战争纪念碑因特殊建筑和历史价值入选II级登录建筑，位于约克城墙另一面的东北铁路战争纪念碑当天入选II*级登录建筑；纪念园入口处的石柱和大门也都在1983年6月24日入选II级登录建筑。2015年11月，为纪念第一次世界大战100周年，鲁琴斯所有的战争纪念建筑均入选“国家收藏”，英格兰境内他设计的44座独立纪念碑全部列入登录建筑，已经入选的重新评级，其中约克市战争纪念碑从II级升至II*级。

### 脚注
1. 1 2 3 4 5 6 7 8 9 10 11 12 13 14  York City War Memorial in the War Memorial Garden & National Heritage List for England.
2. ↑  Skelton & Gliddon 2008，第112頁.
3. 1 2  Skelton & Gliddon 2008，第59頁.
4. 1 2 3  Skelton & Gliddon 2008，第59–60頁.
5. 1 2  Pevsner & Neave 1995，第203頁.
6. ↑  Skelton & Gliddon 2008，第61頁.
7. 1 2  Skelton & Gliddon 2008，第61–63頁.
8. 1 2  Skelton & Gliddon 2008，第63頁.
9. ↑  Burnham 2014，第100–102頁.
10. 1 2  Gates and Gate Piers to War Memorial Garden & National Heritage List for England.
11. ↑  The Listing and Grading of War Memorials & Historic England.
12. ↑  National Collection of Lutyens' War Memorials Listed & Historic England.

### 书目
- Burnham, Karyn. . Barnsley: Pen and Sword Books. 2014. ISBN 9781783376094.
- Pevsner, Nikolaus; Neave, David. . New Haven, Connecticut: Yale University Press. 1995. ISBN 9780300095937.
- Skelton, Tim; Gliddon, Gerald. . London: Frances Lincoln Publishers. 2008. ISBN 9780711228788.

### 网页
- . National Heritage List for England. Historic England. （原始内容存档于2019-03-23）.
- . National Heritage List for England. Historic England.   [2020-08-14]. （原始内容存档于2021-01-22）.
- (PDF). Historic England: 2. 2015-07  [2018-06-24]. （原始内容 (PDF)存档于2018-06-24）.
- . Historic England. 2015-11-07  [2020-08-14]. （原始内容存档于2020-06-08）.